# 贝尔赫 (肯特省)
贝尔赫是蒙古国东部肯特省巴特瑙劳布苏木县治。

## 历史
1971年九一三事件时，林彪等人乘坐的飞机坠毁在贝尔赫南10公里的苏布拉嘎盆地。
第32任蒙古国总理罗布森那木斯莱·奥云额尔登曾在贝尔赫镇政府任办公室主任。

## 人口
2006年，贝尔赫总人口3890人。

## 经济
贝尔赫的矿产资源有萤石和煤。
贝尔赫有42000头牲畜，但是牧场缺乏。